# James Ajongo Mawut
James Ajongo Mawut (James Ajongo Mawut Unguec Ajongo, geb. 1. Januar 1961; gest. 20. April 2018, Kairo, Ägypten) war der Army chief of staff (deutsch etwa Generalstabschef des Heeres) und oberste General der Streitkräfte des Südsudan (South Sudanese Peoples Defence Force, SSPDF). Er wurde am 9. Mai 2017 ernannt und nahm sein Amt am 10. Mai 2017 auf, nachdem er von Präsident Salva Kiir Mayardit vereidigt worden war. Er stammte aus Aweil. Seine Heimat war Barmayen und er gehörte zum Volk der Luo. Der derzeitige (Stand Januar 2022) stellvertretende Gouverneur von Aweil, Uber Mawut, ist sein Bruder.
James Ajongo Mawut trat bereits 1983 der Sudan People’s Liberation Army (SPLA) bei. Er verstarb am 20. April 2018 in Kairo.